# Nikola Janković
Nikola Janković (en serbe : Никола Јанковић), né le 13 février 1994, à Vranje, en République de Serbie, est un joueur serbe de basket-ball. Il évolue au poste d'ailier fort.

## Palmarès
- Champion de Slovénie 2017
- Coupe de Serbie 2016, 2020
- Coupe de Slovénie 2017
- MVP de la ligue adriatique 2017
- Finaliste du championnat du monde des moins de 19 ans 2013
- 3e du Championnat d'Europe des 20 ans et moins 2014